# FC Dinamo de Kíiv
El FC Dinamo de Kíiv o FC Dinamo Kíiv («Дина́мо» Київ en ucraïnès, amb accent indicatiu afegit) és un club i equip de futbol de la ciutat de Kíiv, a Ucraïna. Actualment milita a l'alta lliga ucraïnesa (Вища ліга, Vysxa liha en ucraïnès), que és la primera divisió del futbol d'aquest país. És l'equip amb major nombre de títols del seu país, i també té gran quantitat de títols de les competicions de l'antiga Unió Soviètica; de fet, és l'equip que va guanyar més lligues soviètiques.

## Història

Equip del Dinamo Kíiv el 1928.

És l'equip més llorejat de la lliga ucraïnesa amb 13 títols, i també ho va ser en l'extinta Unió Soviètica, també amb 13 lligues guanyades. A més, és, després de l'Slovan de Bratislava i el FC Magdeburg, el tercer equip d'Europa de l'Est en guanyar una competició oficial de la UEFA, la Recopa d'Europa (en dues ocasions, 1975 i 1986), i la Supercopa d'Europa (el 1975). Però més tard, seria superat per l'Steaua de Bucarest, que va guanyar la Copa d'Europa el 1986 i la Supercopa d'Europa d'aquest mateix any i, posteriorment, per l'Estrella Roja de Belgrad, que també va guanyar la Copa d'Europa el 1991, i la Copa Intercontinental, també el 1991. És, a més, l'únic club d'Ucraïna a arribar a semifinals de la Lliga de Campions de la UEFA, concretament en el curs 1998-99, gràcies a la tasca de joves jugadors com Andrí Xevtxenko, Serhí Rebrov i el porter Oleksandr Xovkovski.
El club fou fundat l'any 1927 i hi han militat diversos dels més grans jugadors ucraïnesos i exsoviètics: Oleh Blokhín, Igor Belanov, Oleg Protassov, Aleksandr Zavarov, i, més recentment, els esmentats Andrí Xevtxenko i Serhí Rebrov, que van marxar del club per triomfar en clubs grans d'Europa, com l'AC Milan italià en el cas de Xeva, o el Tottenham Hotspur FC anglès en el cas de Rebrov, i després van tornar al Dinamo per acabar allà les seves respectives carreres.

### El Partit de la Mort
Una història singular de l'equip és la del "Partit de la Mort", que va succeir el 1942, estant Ucraïna ocupada per l'Alemanya nazi. L'estiu de 1942, la selecció Nacional de la Wehrmacht va proposar al FC Start, un equip format majoritàriament per ex jugadors del Dinamo, jugar un partit a l'Estadi municipal. Els alemanys estaven molt confiats abans del partit, ja que ells eren esportistes preparats i els jugadors del Dinamo, malgrat que eren futbolistes professionals, estaven mal alimentats i la seva indumentària era precària. Va començar el partit amb les grades a vessar, i amb els principals militars de la Wehrmacht a Ucraïna a la llotja. De moment tot anava bé per als invasors i els alemanys fiquen el primer gol de la tarda, però tot es torça per als alemanys i acaben el primer temps perdent 2 a 1 contra el Dinamo. Als vestidors arriba un oficial alemany i adverteix els jugadors del Dinamo que els alemanys mai havien perdut un partit en territoris ocupats, i que si guanyaven el partit serien tots afusellats. Els jugadors van tornar al camp i, fent cas omís de l'amenaça, van ficar el tercer gol als alemanys. L'estadi es va enfonsar i, sense donar crèdit al que veien, les grades van veure com el FC Start marcava el quart gol. Abans d'arribar als 60 minuts de partit, l'àrbitre va donar per finalitzat el partit i els jugadors del FC Start van ser detinguts. Posteriorment alguns van ser enviats a camps de concentració on moririen. La història va inspirar dues pel·lícules: la hongaresa del 1961, "Ket fèlid a pokolban", i l'americana del 1981, Evasió o victòria. Aquest crim va ser confessat durant els judicis de Nuremberg.

## Equip actual
Categoria principal: Futbolistes del Dinamo de Kíiv
A 22 octubre 2020
| N. | Pos. | Nac. | Jugador                      |
| -- | ---- | --- | ---------------------------- |
| 1  | POR  | [[Fitxer:Flag of Ukraine.svg\|23x15px\|border \|alt=Ucraïna\|link=Selecció de futbol d'Ucraïna\|{{#if:\|]]        | Heorhiy Bushchan             |
| 4  | DEF  | [[Fitxer:Flag of Ukraine.svg\|23x15px\|border \|alt=Ucraïna\|link=Selecció de futbol d'Ucraïna\|{{#if:\|]]        | Denys Popov                  |
| 5  | MIG  | [[Fitxer:Flag of Ukraine.svg\|23x15px\|border \|alt=Ucraïna\|link=Selecció de futbol d'Ucraïna\|{{#if:\|]]        | Serhí Sidortxuk (capità)     |
| 6  | DEF  | [[Fitxer:Flag of Ukraine.svg\|23x15px\|border \|alt=Ucraïna\|link=Selecció de futbol d'Ucraïna\|{{#if:\|]]        | Mykyta Burda                 |
| 7  | MIG  | [[Fitxer:Flag of Slovenia.svg\|23x15px\|border \|alt=Eslovènia\|link=Selecció de futbol d'Eslovènia\|{{#if:\|]]   | Benjamin Verbič              |
| 8  | MIG  | [[Fitxer:Flag of Ukraine.svg\|23x15px\|border \|alt=Ucraïna\|link=Selecció de futbol d'Ucraïna\|{{#if:\|]]        | Volodymyr Shepelyev          |
| 9  | DAV  | [[Fitxer:Flag of Venezuela.svg\|23x15px\|border \|alt=Veneçuela\|link=Selecció de futbol de Veneçuela\|{{#if:\|]] | Eric Ramírez                 |
| 10 | MIG  | [[Fitxer:Flag of Ukraine.svg\|23x15px\|border \|alt=Ucraïna\|link=Selecció de futbol d'Ucraïna\|{{#if:\|]]        | Mykola Shaparenko            |
| 13 | DEF  | [[Fitxer:Flag of Ukraine.svg\|23x15px\|border \|alt=Ucraïna\|link=Selecció de futbol d'Ucraïna\|{{#if:\|]]        | Artem Shabanov               |
| 14 | MIG  | [[Fitxer:Flag of Uruguay.svg\|23x15px\|border \|alt=Uruguai\|link=Selecció de futbol de l'Uruguai\|{{#if:\|]]     | Carlos de Pena               |
| 15 | MIG  | [[Fitxer:Flag of Ukraine.svg\|23x15px\|border \|alt=Ucraïna\|link=Selecció de futbol d'Ucraïna\|{{#if:\|]]        | Víktor Tsihankov (2n capità) |
| 16 | DEF  | [[Fitxer:Flag of Ukraine.svg\|23x15px\|border \|alt=Ucraïna\|link=Selecció de futbol d'Ucraïna\|{{#if:\|]]        | Vitaliy Mykolenko            |
| 17 | MIG  | [[Fitxer:Flag of Ukraine.svg\|23x15px\|border \|alt=Ucraïna\|link=Selecció de futbol d'Ucraïna\|{{#if:\|]]        | Bohdan Lyednyev              |
| 18 | MIG  | [[Fitxer:Flag of Ukraine.svg\|23x15px\|border \|alt=Ucraïna\|link=Selecció de futbol d'Ucraïna\|{{#if:\|]]        | Oleksandr Andriyevskyi       |
| 19 | MIG  | [[Fitxer:Flag of Ukraine.svg\|23x15px\|border \|alt=Ucraïna\|link=Selecció de futbol d'Ucraïna\|{{#if:\|]]        | Denís Hàrmaix                |

| N. | Pos. | Nac. | Jugador                             |
| -- | ---- | --- | ----------------------------------- |
| 20 | DEF  | [[Fitxer:Flag of Ukraine.svg\|23x15px\|border \|alt=Ucraïna\|link=Selecció de futbol d'Ucraïna\|{{#if:\|]]  | Oleksandr Karavàiev                 |
| 22 | DAV  | [[Fitxer:Flag of Brazil.svg\|23x15px\|border \|alt=Brasil\|link=Selecció de futbol del Brasil\|{{#if:\|]]   | Vitinho                             |
| 24 | DEF  | [[Fitxer:Flag of Ukraine.svg\|23x15px\|border \|alt=Ucraïna\|link=Selecció de futbol d'Ucraïna\|{{#if:\|]]  | Oleksandr Tymchyk                   |
| 25 | DEF  | [[Fitxer:Flag of Ukraine.svg\|23x15px\|border \|alt=Ucraïna\|link=Selecció de futbol d'Ucraïna\|{{#if:\|]]  | Illya Zabarnyi                      |
| 28 | DAV  | [[Fitxer:Flag of Ukraine.svg\|23x15px\|border \|alt=Ucraïna\|link=Selecció de futbol d'Ucraïna\|{{#if:\|]]  | Vladyslav Kulach                    |
| 29 | MIG  | [[Fitxer:Flag of Ukraine.svg\|23x15px\|border \|alt=Ucraïna\|link=Selecció de futbol d'Ucraïna\|{{#if:\|]]  | Vitaliy Buyalskyi (2n capità)       |
| 34 | DEF  | [[Fitxer:Flag of Ukraine.svg\|23x15px\|border \|alt=Ucraïna\|link=Selecció de futbol d'Ucraïna\|{{#if:\|]]  | Oleksandr Syrota                    |
| 35 | POR  | [[Fitxer:Flag of Ukraine.svg\|23x15px\|border \|alt=Ucraïna\|link=Selecció de futbol d'Ucraïna\|{{#if:\|]]  | Ruslan Neshcheret                   |
| 41 | DAV  | [[Fitxer:Flag of Ukraine.svg\|23x15px\|border \|alt=Ucraïna\|link=Selecció de futbol d'Ucraïna\|{{#if:\|]]  | Artem Besyedin                      |
| 51 | POR  | [[Fitxer:Flag of Ukraine.svg\|23x15px\|border \|alt=Ucraïna\|link=Selecció de futbol d'Ucraïna\|{{#if:\|]]  | Valentyn Morhun                     |
| 71 | POR  | [[Fitxer:Flag of Ukraine.svg\|23x15px\|border \|alt=Ucraïna\|link=Selecció de futbol d'Ucraïna\|{{#if:\|]]  | Denís Boiko                         |
| 73 | DAV  | [[Fitxer:Flag of Belarus.svg\|23x15px\|border \|alt=Belarús\|link=Selecció de futbol de Belarús\|{{#if:\|]] | Ilya Xkurin (cedit pel CSKA Moscou) |
| 89 | DAV  | [[Fitxer:Flag of Ukraine.svg\|23x15px\|border \|alt=Ucraïna\|link=Selecció de futbol d'Ucraïna\|{{#if:\|]]  | Vladyslav Supriaha                  |
| 94 | DEF  | [[Fitxer:Flag of Poland.svg\|23x15px\|border \|alt=Polònia\|link=Selecció de futbol de Polònia\|{{#if:\|]]  | Tomasz Kędziora                     |
| 99 | MIG  | [[Fitxer:Flag of Ukraine.svg\|23x15px\|border \|alt=Ucraïna\|link=Selecció de futbol d'Ucraïna\|{{#if:\|]]  | Denys Antyukh                       |

## Palmarès

### Tornejos nacionals
- Alta lliga o Premier League ucraïnesa: (17)
  - 1993, 1994, 1995, 1996, 1997, 1998, 1999, 2000, 2001, 2003, 2004, 2007, 2009, 2015, 2016, 2021, 2025.
- Copa d'Ucraïna de futbol: (13)
  - 1993, 1996, 1998, 1999, 2000, 2003, 2005, 2006, 2007, 2014, 2015, 2020, 2021.
- Supercopa d'Ucraïna de futbol: (9)
  - 2004, 2006, 2007, 2009, 2011, 2016, 2018, 2019, 2020.
- Lliga de l'URSS de futbol: (13)
  - 1961, 1966, 1967, 1968, 1971, 1974, 1975, 1977, 1980, 1981, 1985, 1986, 1990.
- Copa de l'URSS de futbol: (9)
  - 1954, 1964, 1966, 1974, 1978, 1982, 1985, 1987, 1990.
- Supercopa de l'URSS de futbol: (3)
  - 1980, 1985, 1986.

### Tornejos internacionals
- Recopa d'Europa (2): 1974-75, 1985-86.
- Supercopa d'Europa (1): 1975.

## Trajectòria a les competicions internacionals
- ¹  Fase de grups. Equip eliminat millor posicionat en cas de classificació, equip classificat pitjor posicionat en cas d'eliminació.

| Copa Intercontinental / Mundial de Clubs       | Copa Intercontinental / Mundial de Clubs | Copa Intercontinental / Mundial de Clubs | Copa Intercontinental / Mundial de Clubs | Copa Intercontinental / Mundial de Clubs | Copa Intercontinental / Mundial de Clubs | Copa Intercontinental / Mundial de Clubs | Copa Intercontinental / Mundial de Clubs | Copa Intercontinental / Mundial de Clubs | Copa Intercontinental / Mundial de Clubs | Copa Intercontinental / Mundial de Clubs | Copa Intercontinental / Mundial de Clubs | Copa Intercontinental / Mundial de Clubs | Copa Intercontinental / Mundial de Clubs | Copa Intercontinental / Mundial de Clubs | Copa Intercontinental / Mundial de Clubs | Copa Intercontinental / Mundial de Clubs | Copa Intercontinental / Mundial de Clubs | Copa Intercontinental / Mundial de Clubs | Copa Intercontinental / Mundial de Clubs |
| Edició                                         |                                          |                                          |                                          |                                          |                                          |                                          |                                          |                                          |                                          |                                          |                                          |                                          | Quarts                                   | Semifinals                               | Final / 3r lloc                          |                                          |                                          |                                          |                                          |
| ---------------------------------------------- | ---------------------------------------- | ---------------------------------------- | ---------------------------------------- | ---------------------------------------- | ---------------------------------------- | ---------------------------------------- | ---------------------------------------- | ---------------------------------------- | ---------------------------------------- | ---------------------------------------- | ---------------------------------------- | ---------------------------------------- | ---------------------------------------- | ---------------------------------------- | ---------------------------------------- | ---------------------------------------- | ---------------------------------------- | ---------------------------------------- | ---------------------------------------- |
|                                                |                                          |                                          |                                          |                                          |                                          |                                          |                                          |                                          |                                          |                                          |                                          |                                          |                                          |                                          |                                          |                                          |                                          |                                          |                                          |
| Supercopa d'Europa                             |                                          |                                          |                                          |                                          |                                          |                                          |                                          |                                          |                                          |                                          |                                          |                                          |                                          |                                          |                                          |                                          |                                          |                                          |                                          |
| Edició                                         |                                          |                                          |                                          |                                          |                                          |                                          |                                          |                                          |                                          |                                          |                                          |                                          |                                          |                                          | Final / 3r lloc                          |                                          |                                          |                                          |                                          |
| 1974-75                                        |                                          |                                          |                                          |                                          |                                          |                                          |                                          |                                          |                                          |                                          |                                          |                                          |                                          |                                          | Bayern                                   |                                          |                                          |                                          |                                          |
| 1985-86                                        |                                          |                                          |                                          |                                          |                                          |                                          |                                          |                                          |                                          |                                          |                                          |                                          |                                          |                                          | Steaua                                   |                                          |                                          |                                          |                                          |
| Copa d'Europa / Lliga de Campions              |                                          |                                          |                                          |                                          |                                          |                                          |                                          |                                          |                                          |                                          |                                          |                                          |                                          |                                          |                                          |                                          |                                          |                                          |                                          |
| Edició                                         | Fases prèvies                            | Fases prèvies                            | Fases prèvies                            | Fases prèvies                            | Fases prèvies                            | Fases prèvies                            | Fases prèvies                            | Fases prèvies                            | Fases prèvies                            | Fases prèvies                            | Setzens                                  | Vuitens                                  | Quarts                                   | Semifinals                               | Final / 3r lloc                          |                                          |                                          |                                          |                                          |
| 1967-68                                        |                                          |                                          |                                          |                                          |                                          |                                          |                                          |                                          |                                          |                                          | Celtic                                   | Górnik                                   |                                          |                                          |                                          |                                          |                                          |                                          |                                          |
| 1969-70                                        |                                          |                                          |                                          |                                          |                                          |                                          |                                          |                                          |                                          |                                          | Austria                                  | Fiorentina                               |                                          |                                          |                                          |                                          |                                          |                                          |                                          |
| 1972-73                                        |                                          |                                          |                                          |                                          |                                          |                                          |                                          |                                          |                                          |                                          | Wacker                                   | Górnik                                   | R. Madrid                                |                                          |                                          |                                          |                                          |                                          |                                          |
| 1975-76                                        |                                          |                                          |                                          |                                          |                                          |                                          |                                          |                                          |                                          |                                          | Olympiakos FC                            | ÍA                                       | St. Étienne                              |                                          |                                          |                                          |                                          |                                          |                                          |
| 1976-77                                        |                                          |                                          |                                          |                                          |                                          |                                          |                                          |                                          |                                          |                                          | FK Partizan                              | PAOK                                     | Bayern                                   | M'gladbach                               |                                          |                                          |                                          |                                          |                                          |
| 1978-79                                        |                                          |                                          |                                          |                                          |                                          |                                          |                                          |                                          |                                          |                                          | Haka                                     | Malmö                                    |                                          |                                          |                                          |                                          |                                          |                                          |                                          |
| 1981-82                                        |                                          |                                          |                                          |                                          |                                          |                                          |                                          |                                          |                                          |                                          | Trabzonspor                              | Austria                                  | Aston                                    |                                          |                                          |                                          |                                          |                                          |                                          |
| 1982-83                                        |                                          |                                          |                                          |                                          |                                          |                                          |                                          |                                          |                                          |                                          | Grasshoppers                             | Tirana                                   | Hamburg                                  |                                          |                                          |                                          |                                          |                                          |                                          |
| 1986-87                                        |                                          |                                          |                                          |                                          |                                          |                                          |                                          |                                          |                                          |                                          | Beroe                                    | Celtic                                   | Besiktas                                 | FC Porto                                 |                                          |                                          |                                          |                                          |                                          |
| 1987-88                                        |                                          |                                          |                                          |                                          |                                          |                                          |                                          |                                          |                                          |                                          | Rangers                                  |                                          |                                          |                                          |                                          |                                          |                                          |                                          |                                          |
| 1991-92                                        |                                          |                                          |                                          |                                          |                                          |                                          |                                          |                                          |                                          |                                          | HJK                                      | Brøndby                                  | FC Barcelona ¹                           |                                          |                                          |                                          |                                          |                                          |                                          |
| 1993-94                                        |                                          |                                          |                                          |                                          |                                          |                                          |                                          |                                          |                                          |                                          | FC Barcelona                             |                                          |                                          |                                          |                                          |                                          |                                          |                                          |                                          |
| 1994-95                                        |                                          |                                          |                                          |                                          |                                          |                                          |                                          |                                          |                                          |                                          | Silkeborg                                | Bayern ¹                                 |                                          |                                          |                                          |                                          |                                          |                                          |                                          |
| 1995-96                                        |                                          |                                          |                                          |                                          |                                          |                                          |                                          |                                          |                                          |                                          | Aalborg                                  |                                          |                                          |                                          |                                          |                                          |                                          |                                          |                                          |
| 1996-97                                        |                                          |                                          |                                          |                                          |                                          |                                          |                                          |                                          |                                          |                                          | Rapid                                    |                                          |                                          |                                          |                                          |                                          |                                          |                                          |                                          |
| 1997-98                                        |                                          |                                          |                                          |                                          |                                          |                                          |                                          |                                          | Barry                                    | Brøndby                                  | PSV ¹                                    |                                          | Juventus                                 |                                          |                                          |                                          |                                          |                                          |                                          |
| 1998-99                                        |                                          |                                          |                                          |                                          |                                          |                                          |                                          |                                          | Barry                                    | Sparta                                   | Lens ¹                                   |                                          | Madrid                                   | Bayern                                   |                                          |                                          |                                          |                                          |                                          |
| 1999-00                                        |                                          |                                          |                                          |                                          |                                          |                                          |                                          |                                          | Zalgiris                                 | Aalborg                                  | Leverkusen ¹                             | Madrid ¹                                 |                                          |                                          |                                          |                                          |                                          |                                          |                                          |
| 2000-01                                        |                                          |                                          |                                          |                                          |                                          |                                          |                                          |                                          |                                          | Estel Vermeig                            | Manchester U. ¹                          |                                          |                                          |                                          |                                          |                                          |                                          |                                          |                                          |
| 2001-02                                        |                                          |                                          |                                          |                                          |                                          |                                          |                                          |                                          |                                          | Steaua                                   | Boavista ¹                               |                                          |                                          |                                          |                                          |                                          |                                          |                                          |                                          |
| 2002-03                                        |                                          |                                          |                                          |                                          |                                          |                                          |                                          |                                          | Pyunik                                   | Levski                                   | Newcastle ¹                              |                                          |                                          |                                          |                                          |                                          |                                          |                                          |                                          |
| 2003-04                                        |                                          |                                          |                                          |                                          |                                          |                                          |                                          |                                          |                                          | Dinamo                                   | Lokomotiv ¹                              |                                          |                                          |                                          |                                          |                                          |                                          |                                          |                                          |
| 2004-05                                        |                                          |                                          |                                          |                                          |                                          |                                          |                                          |                                          |                                          | Trabzonspor                              | R. Madrid ¹                              |                                          |                                          |                                          |                                          |                                          |                                          |                                          |                                          |
| 2005-06                                        |                                          |                                          |                                          |                                          |                                          |                                          |                                          |                                          | Thun                                     |                                          |                                          |                                          |                                          |                                          |                                          |                                          |                                          |                                          |                                          |
| 2006-07                                        |                                          |                                          |                                          |                                          |                                          |                                          |                                          |                                          | Metalurgs                                | Fenerbahçe SK                            | R. Madrid ¹                              |                                          |                                          |                                          |                                          |                                          |                                          |                                          |                                          |
| 2007-08                                        |                                          |                                          |                                          |                                          |                                          |                                          |                                          |                                          |                                          | Sarajevo                                 | Roma ¹                                   |                                          |                                          |                                          |                                          |                                          |                                          |                                          |                                          |
| 2008-09                                        |                                          |                                          |                                          |                                          |                                          |                                          |                                          |                                          | Drogheda                                 | Spartak                                  | Arsenal ¹                                |                                          |                                          |                                          |                                          |                                          |                                          |                                          |                                          |
| 2009-10                                        |                                          |                                          |                                          |                                          |                                          |                                          |                                          |                                          |                                          |                                          | Internazionale ¹                         |                                          |                                          |                                          |                                          |                                          |                                          |                                          |                                          |
| 2010-11                                        |                                          |                                          |                                          |                                          |                                          |                                          |                                          |                                          | Gent                                     | Ajax                                     |                                          |                                          |                                          |                                          |                                          |                                          |                                          |                                          |                                          |
| 2011-12                                        |                                          |                                          |                                          |                                          |                                          |                                          |                                          |                                          | Rubin                                    |                                          |                                          |                                          |                                          |                                          |                                          |                                          |                                          |                                          |                                          |
| 2012-13                                        |                                          |                                          |                                          |                                          |                                          |                                          |                                          |                                          | Feyenoord                                | M'gladbach                               | FC Porto ¹                               |                                          |                                          |                                          |                                          |                                          |                                          |                                          |                                          |
| 2015-16                                        |                                          |                                          |                                          |                                          |                                          |                                          |                                          |                                          |                                          |                                          | FC Porto ¹                               | Manchester C.                            |                                          |                                          |                                          |                                          |                                          |                                          |                                          |
| 2016-17                                        |                                          |                                          |                                          |                                          |                                          |                                          |                                          |                                          |                                          |                                          | Benfica ¹                                |                                          |                                          |                                          |                                          |                                          |                                          |                                          |                                          |
| 2018-19                                        |                                          |                                          |                                          |                                          |                                          |                                          |                                          |                                          | Slavia Praga                             | Ajax                                     |                                          |                                          |                                          |                                          |                                          |                                          |                                          |                                          |                                          |
| 2019-20                                        |                                          |                                          |                                          |                                          |                                          |                                          |                                          |                                          | Bruges                                   |                                          |                                          |                                          |                                          |                                          |                                          |                                          |                                          |                                          |                                          |
| 2020-21                                        |                                          |                                          |                                          |                                          |                                          |                                          |                                          |                                          | AZ Alkmaar                               | Gent                                     | FC Barcelona ¹                           |                                          |                                          |                                          |                                          |                                          |                                          |                                          |                                          |
| 2021-22                                        |                                          |                                          |                                          |                                          |                                          |                                          |                                          |                                          |                                          |                                          | Benfica ¹                                |                                          |                                          |                                          |                                          |                                          |                                          |                                          |                                          |
| 2022-23                                        |                                          |                                          |                                          |                                          |                                          |                                          |                                          | Fenerbahçe SK                            | SK Sturm Graz                            | Benfica                                  |                                          |                                          |                                          |                                          |                                          |                                          |                                          |                                          |                                          |
| 2024-25                                        |                                          |                                          |                                          |                                          |                                          |                                          |                                          | FK Partizan                              | Rangers                                  | RB Salzburg                              |                                          |                                          |                                          |                                          |                                          |                                          |                                          |                                          |                                          |
| Recopa d'Europa                                |                                          |                                          |                                          |                                          |                                          |                                          |                                          |                                          |                                          |                                          |                                          |                                          |                                          |                                          |                                          |                                          |                                          |                                          |                                          |
| Edició                                         |                                          |                                          |                                          |                                          |                                          |                                          |                                          |                                          |                                          |                                          | Setzens                                  | Vuitens                                  | Quarts                                   | Semifinals                               | Final / 3r lloc                          |                                          |                                          |                                          |                                          |
| 1965-66                                        |                                          |                                          |                                          |                                          |                                          |                                          |                                          |                                          |                                          |                                          | Coleraine                                | Rosenborg BK                             | Celtic                                   |                                          |                                          |                                          |                                          |                                          |                                          |
| 1974-75                                        |                                          |                                          |                                          |                                          |                                          |                                          |                                          |                                          |                                          |                                          | CSKA                                     | Eintracht                                | Bursaspor                                | PSV                                      | Ferencvárosi TC                          |                                          |                                          |                                          |                                          |
| 1985-86                                        |                                          |                                          |                                          |                                          |                                          |                                          |                                          |                                          |                                          |                                          | FC Utrecht                               | Universitatea                            | Rapid                                    | Dukla                                    | Atlético                                 |                                          |                                          |                                          |                                          |
| 1990-91                                        |                                          |                                          |                                          |                                          |                                          |                                          |                                          |                                          |                                          |                                          | KuPS                                     | Dukla                                    | FC Barcelona                             |                                          |                                          |                                          |                                          |                                          |                                          |
| Copa de Fires / Copa de la UEFA / Lliga Europa |                                          |                                          |                                          |                                          |                                          |                                          |                                          |                                          |                                          |                                          |                                          |                                          |                                          |                                          |                                          |                                          |                                          |                                          |                                          |
| Edició                                         | Fases prèvies                            | Fases prèvies                            | Fases prèvies                            | Fases prèvies                            | Fases prèvies                            | Fases prèvies                            | Fases prèvies                            | Fases prèvies                            | Fases prèvies                            | Fases prèvies                            | Setzens                                  | Vuitens                                  | Quarts                                   | Semifinals                               | Final / 3r lloc                          |                                          |                                          |                                          |                                          |
| 1973-74                                        |                                          |                                          |                                          |                                          |                                          |                                          |                                          |                                          |                                          | Fredrikstad                              | BK 1903                                  | Stuttgart                                |                                          |                                          |                                          |                                          |                                          |                                          |                                          |
| 1977-78                                        |                                          |                                          |                                          |                                          |                                          |                                          |                                          |                                          |                                          | Braunschweig                             |                                          |                                          |                                          |                                          |                                          |                                          |                                          |                                          |                                          |
| 1979-80                                        |                                          |                                          |                                          |                                          |                                          |                                          |                                          |                                          |                                          | CSKA                                     | Baník                                    | Lokomotiv                                |                                          |                                          |                                          |                                          |                                          |                                          |                                          |
| 1980-81                                        |                                          |                                          |                                          |                                          |                                          |                                          |                                          |                                          |                                          | Levski                                   |                                          |                                          |                                          |                                          |                                          |                                          |                                          |                                          |                                          |
| 1983-84                                        |                                          |                                          |                                          |                                          |                                          |                                          |                                          |                                          |                                          | Lavallois                                |                                          |                                          |                                          |                                          |                                          |                                          |                                          |                                          |                                          |
| 1989-90                                        |                                          |                                          |                                          |                                          |                                          |                                          |                                          |                                          |                                          | MTK                                      | Baník                                    | Fiorentina                               |                                          |                                          |                                          |                                          |                                          |                                          |                                          |
| 1992-93                                        |                                          |                                          |                                          |                                          |                                          |                                          |                                          |                                          |                                          | Rapid                                    | Anderlecht                               |                                          |                                          |                                          |                                          |                                          |                                          |                                          |                                          |
| 1996-97                                        |                                          |                                          |                                          |                                          |                                          |                                          |                                          |                                          |                                          | Neuchâtel                                |                                          |                                          |                                          |                                          |                                          |                                          |                                          |                                          |                                          |
| 2002-03                                        |                                          |                                          |                                          |                                          |                                          |                                          |                                          |                                          |                                          |                                          | Besiktas                                 |                                          |                                          |                                          |                                          |                                          |                                          |                                          |                                          |
| 2004-05                                        |                                          |                                          |                                          |                                          |                                          |                                          |                                          |                                          |                                          |                                          | Vila-real CF                             |                                          |                                          |                                          |                                          |                                          |                                          |                                          |                                          |
| 2008-09                                        |                                          |                                          |                                          |                                          |                                          |                                          |                                          |                                          |                                          |                                          | València CF                              | Metalist                                 | PSG                                      | Shakhtar                                 |                                          |                                          |                                          |                                          |                                          |
| 2010-11                                        |                                          |                                          |                                          |                                          |                                          |                                          |                                          |                                          |                                          | AZ Alkmaar ¹                             | Besiktas                                 | Manchester C.                            | Braga                                    |                                          |                                          |                                          |                                          |                                          |                                          |
| 2011-12                                        |                                          |                                          |                                          |                                          |                                          |                                          |                                          |                                          | Litex                                    | Stoke ¹                                  |                                          |                                          |                                          |                                          |                                          |                                          |                                          |                                          |                                          |
| 2012-13                                        |                                          |                                          |                                          |                                          |                                          |                                          |                                          |                                          |                                          |                                          | Girondins                                |                                          |                                          |                                          |                                          |                                          |                                          |                                          |                                          |
| 2013-14                                        |                                          |                                          |                                          |                                          |                                          |                                          |                                          |                                          | Aktobe                                   | Rapid ¹                                  | València CF                              |                                          |                                          |                                          |                                          |                                          |                                          |                                          |                                          |
| 2014-15                                        |                                          |                                          |                                          |                                          |                                          |                                          |                                          |                                          |                                          | Steaua ¹                                 | Guingamp                                 | Everton FC                               | Fiorentina                               |                                          |                                          |                                          |                                          |                                          |                                          |
| 2017-18                                        |                                          |                                          |                                          |                                          |                                          |                                          |                                          |                                          | Marítimo                                 | Young Boys ¹                             | AEK Atenes                               | Lazio                                    |                                          |                                          |                                          |                                          |                                          |                                          |                                          |
| 2018-19                                        |                                          |                                          |                                          |                                          |                                          |                                          |                                          |                                          |                                          | Astana ¹                                 | Olympiakos FC                            | Chelsea FC                               |                                          |                                          |                                          |                                          |                                          |                                          |                                          |
| 2019-20                                        |                                          |                                          |                                          |                                          |                                          |                                          |                                          |                                          |                                          | Copenhague ¹                             |                                          |                                          |                                          |                                          |                                          |                                          |                                          |                                          |                                          |
| 2020-21                                        |                                          |                                          |                                          |                                          |                                          |                                          |                                          |                                          |                                          |                                          | Bruges                                   | Vila-real CF                             |                                          |                                          |                                          |                                          |                                          |                                          |                                          |
| 2022-23                                        |                                          |                                          |                                          |                                          |                                          |                                          |                                          |                                          |                                          | Stade Rennais ¹                          |                                          |                                          |                                          |                                          |                                          |                                          |                                          |                                          |                                          |
| 2024-25                                        |                                          |                                          |                                          |                                          |                                          |                                          |                                          |                                          |                                          | Fenerbahçe SK ¹                          |                                          |                                          |                                          |                                          |                                          |                                          |                                          |                                          |                                          |
| Lliga Europa Conferència de la UEFA            |                                          |                                          |                                          |                                          |                                          |                                          |                                          |                                          |                                          |                                          |                                          |                                          |                                          |                                          |                                          |                                          |                                          |                                          |                                          |
| Edició                                         | Fases prèvies                            | Fases prèvies                            | Fases prèvies                            | Fases prèvies                            | Fases prèvies                            | Fases prèvies                            | Fases prèvies                            | Fases prèvies                            | Fases prèvies                            | Fase de grups                            | Ronda eliminatòria                       | Vuitens                                  | Quarts                                   | Semifinals                               | Final / 3r lloc                          |                                          |                                          |                                          |                                          |
| 2023-24                                        |                                          |                                          |                                          |                                          |                                          |                                          |                                          | Aris Salònica FC                         | Besiktas                                 |                                          |                                          |                                          |                                          |                                          |                                          |                                          |                                          |                                          |                                          |